# Volvo FM
 (mai 2016).
Si vous disposez d'ouvrages ou d'articles de référence ou si vous connaissez des sites web de qualité traitant du thème abordé ici, merci de compléter l'article en donnant les références utiles à sa vérifiabilité et en les liant à la section « Notes et références ».
Volvo FM est une gamme de camions produite par le constructeur suédois AB Volvo depuis 1998, avec les modèles FM9 et FM12. La cabine du FM est celle du Volvo FH mais avec un empattement réduit. FM est l'abréviation de Forward control Medium height cab, et les chiffres désignent la cylindrée du moteur en litres. Depuis 2005, la taille du moteur n'est plus ajoutée à la dénomination du modèle. La gamme FM est une gamme de camions polyvalents pour la distribution, la construction et le transport sur route et hors route. En 2013, Volvo Trucks a annoncé une version Euro VI actualisée du Volvo FM.

## Première génération
En 2001, comme le FH sur lequel il est basé, le FM est restylé.

## Deuxième génération

### Phase 1 (2013–2020)
En 2013, en même temps que la nouvelle génération de FH, le FM est aussi modernisé et la cabine est toujours celle de son grand frère.

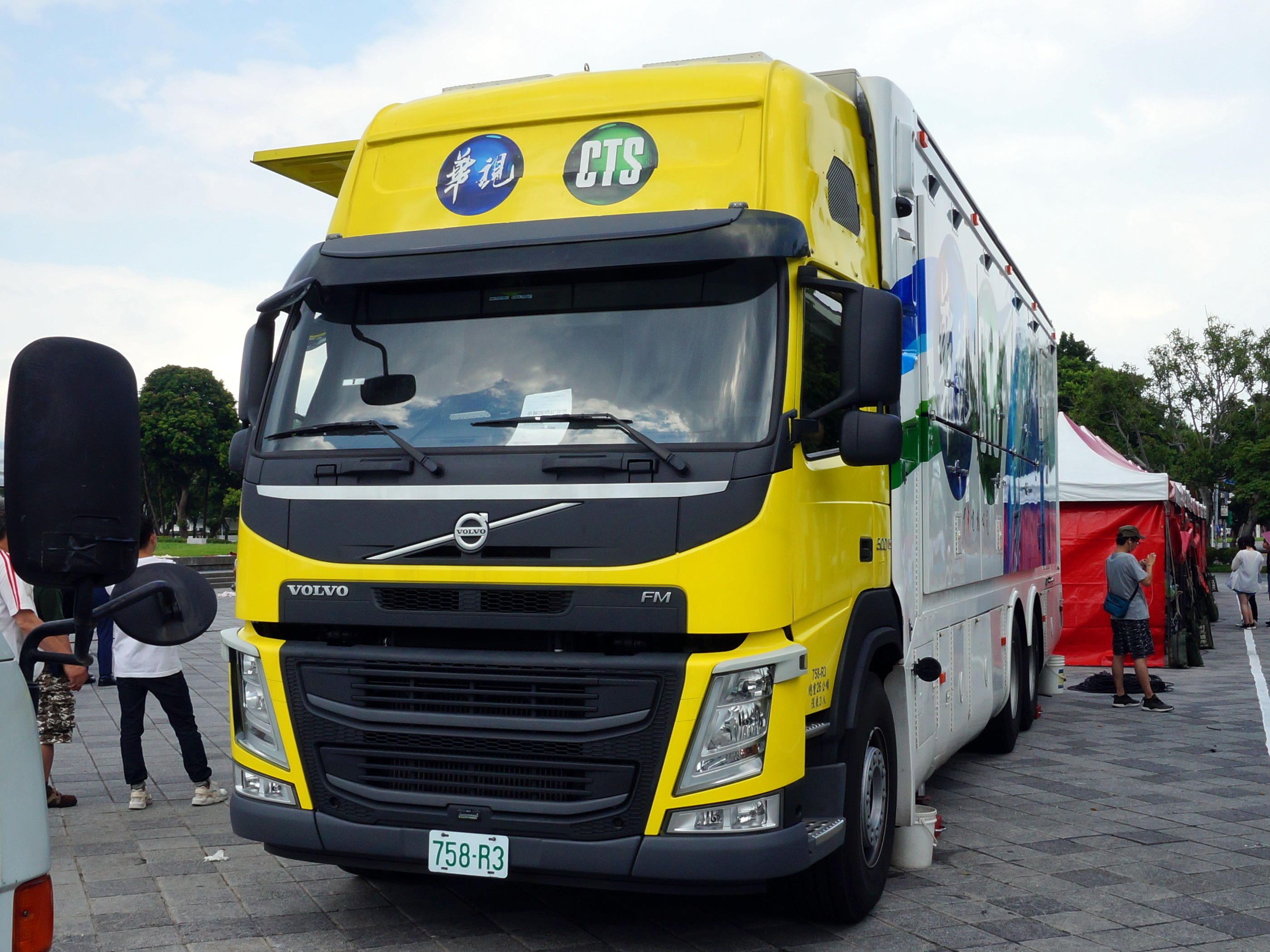
Volvo FM II.

### Phase 2 (2020–aujourd'hui)
En 2020, Volvo restyle son FM. Il reprend la cabine de la génération sortie en 2013, mais la modernise. Les feux avant adoptent la technologie LED.
L'instrumentation est entièrement numérique et l'écran multimédia a mis jour son contenu technologique.
L'ensemble des motorisations est reconduit comme la boîte de vitesses Volvo I-shift.